# Hemmed Sogn
 Ikke at forveksle med Hemmet Sogn.
Hemmed Sogn er et sogn i Norddjurs Provsti (Århus Stift).
I 1800-tallet var Hemmed Sogn anneks til Gjerrild Sogn. Begge sogne hørte til Djurs Nørre Herred i Randers Amt. Gjerrild-Hemmed sognekommune blev ved kommunalreformen i 1970 indlemmet i Nørre Djurs Kommune, som ved strukturreformen i 2007 indgik i Norddjurs Kommune.
I Hemmed Sogn ligger Hemmed Kirke.
I sognet findes følgende autoriserede stednavne:
- Bavnehøj (areal)
- Bønnerup (bebyggelse, ejerlav)
- Bønnerup Strand (bebyggelse)
- Emmedsbo (bebyggelse, ejerlav)
- Emmedsbo Mark (bebyggelse)
- Emmedsbo Plantage (areal)
- Hemmed (bebyggelse, ejerlav)
- Hemmed Plantage (areal)
- Hessebrøndshøj (areal)
- Stavnshoved (areal)